# Конвенція про приміщення для екіпажу на борту суден (додаткові положення)
Конвенція про розміщення екіпажів (додаткові положення) 1970 року є конвенцією Міжнародної організації праці. Вона була ратифікована Адміністративною радою МОП у Женеві 14 жовтня 1970 року як додаток до Конвенції про розміщення екіпажів (переглянутої) 1949 року.

## Зміст
Попередня конвенція розглядала такі суднові питання, як:
- спальне місце,[1]
- їдальні та кімнати відпочинку,[1]
- вентиляція,[1]
- опалення,[1]
- освітлення[1] і
- санітарні приміщення.[1]

Додаткові положення були необхідні через значні зміни в будівництві та експлуатації торговельних суден.
Положення застосовуються до державних або приватних морських суден, які здійснюють перевезення вантажів, пасажирів або будь-які інші комерційні цілі, зареєстровані на території, яка ратифікувала конвенцію. Воно не поширюється на судна, побудовані до того, як ці положення набули чинності, а також на деякі класи суден, такі як судна водотоннажністю менш як 1000 тонн, судна, що мають в основному вітрильний рух, судна, що займаються рибальством або китобійним промислом, а також судна на підводних крилах і судна на повітряній подушці.
Статті з 1 по 4 положень описують, на які судна поширюються положення, визначення та певні правові вимоги для країн, які приймають Конвенцію.
У статті 5 йдеться про стандарти для спальних приміщень. Сюди входить мінімальна площа спальних приміщень і кількість людей, які можуть розміститися в одній кімнаті. Він також визначає, що старший інженер і старший офіцер повинні мати вітальню або денну кімнату, що прилягає до їх каюти.
Стаття 6 стосується їдалень. У ньому вказується квадратура і наявність холодильника, приміщень для гарячих напоїв і прохолодної води.
Стаття 7 стосується кімнат відпочинку. У ній зазначено, що кімната відпочинку повинна мати книжкову шафу, полегшувати читання та письмо, по можливості бути придатною для ігор. Далі йдеться про те, що на більших кораблях повинна бути кімната для паління або бібліотека для показу фільмів чи телебачення. Ці великі кораблі також повинні мати кімнату для хобі та ігрову кімнату. Він також рекомендує передбачити басейн.
Стаття 8 стосується санітарних приміщень. Це містить надання умивальників, ванних кімнат, ванн або душів. Він також вимагає, щоб жінки, які працюють на борту судна, мали окремі санітарні приміщення. Стаття 8 також вимагає наявності засобів для прання, сушіння та прасування одягу.
Стаття 9 вимагає, щоб судна, до яких вона застосовується, мали туалет і раковину з гарячою та холодною проточною водою в приміщеннях поблизу ходового містка та машинного відділення. Це також вимагає роздягальні та роздягальні для персоналу машинного відділення.
Стаття 10 вимагає, щоб, за деякими винятками, простір над головою в приміщеннях для розміщення екіпажу не був меншим за 198 см або 6 футів 6 дюймів.
Стаття 11 стосується освітлення. Це вимагає, щоб приміщення для розміщення екіпажу були належним чином освітлені. Він включає вимоги щодо забезпечення природного та штучного освітлення, а також забезпечення аварійного освітлення за потреби. Також потрібно, щоб лампа для читання була розташована в узголів'ї кожного ліжка.
Стаття 12 допускає певну гнучкість у правилах для «екіпажів, які мають різні та відмінні релігійні та соціальні практики».

## Ратифікації
Станом на 2022 рік конвенцію ратифікували 32 держави. З ратифікованих держав 22 денонсували договір.
| Країна                                   | Дата                   | Примітки           |
| ---------------------------------------- | ---------------------- | ------------------ |
| Австралія                                | 11 червня 1992 року    | денонсовано        |
| Азербайджан                              | 19 травня 1992 року    |                    |
| Беліз                                    | 15 липня 2005 року     | денонсовано        |
| Бразилія                                 | 4 квітня 1992 року     | денонсовано        |
| Кот д'Івуар                              | 19 червня 1972 року    |                    |
| Данія                                    | 10 липня 2003 року     | денонсовано        |
| Фінляндія                                | 22 листопада 1974 року | денонсовано        |
| Франція                                  | 24 березня 1972 року   | денонсовано        |
| Німеччина                                | 14 серпня 1974 року    | денонсовано        |
| Греція                                   | 24 вересня 1986 року   | денонсовано        |
| Гвінея                                   | 26 травня 1977 року    |                    |
| Ізраїль                                  | 21 серпня 1980 року    |                    |
| Італія                                   | 23 червня 1981 року    | денонсовано        |
| Киргизстан                               | 31 березня 1992 року   |                    |
| Латвія                                   | 13 січня 2006 року     | денонсовано        |
| Ліван                                    | 12 червня 1993 року    | денонсовано        |
| Ліберія                                  | 5 серпня 1978 року     | денонсовано        |
| Люксембург                               | 30 листопада 2005 року | денонсовано        |
| Республіка Молдова                       | 12 грудня 2005 року    |                    |
| Нідерланди                               | 1 серпня 1985 року     | денонсовано        |
| Нова Зеландія                            | 31 травня 1977 року    | денонсовано        |
| Нігерія                                  | 12 червня 1973 року    | денонсовано        |
| Норвегія                                 | 14 березня 1975 року   | денонсовано        |
| Польща                                   | 10 вересня 1975 року   | денонсовано        |
| Румунія                                  | 11 жовтня 2000 року    | денонсовано        |
| Російська Федерація (як Радянський Союз) | 27 серпня 1990 року    | денонсовано Росією |
| Швеція                                   | 17 лютого 1972 року    | денонсовано        |
| Таджикистан                              | 26 листопада 1993 року |                    |
| Туреччина                                | 17 березня 2005 року   |                    |
| Україна                                  | 24 серпня 1993 року    |                    |
| Об'єднане Королівство                    | 26 березня 1981 року   | денонсовано        |
| Уругвай                                  | 2 лютого 1977 року     |                    |